# 헬무트 카를 베른하르트 폰 몰트케 백작
헬무트 카를 베른하르트 그라프 폰 몰트케 백작(독일어: Helmuth Karl Bernhard Graf von Moltke, 1800년 10월 26일 ~ 1891년 4월 24일)는 프로이센 밑 독일의 육군 원수이다. 30년간 프로이센 육군의 참모총장을 지낸 몰트케는 1800년대 후기의 거대한 전술가들 중의 하나와 전장에서 육군들을 지휘하는 새롭고 더욱 현대식의 방법의 창조자로서 여겨진다. 그는 제1차 세계 대전이 일어난 동안 독일 육군의 사령관을 지낸 자신의 조카 헬무트 요한 루트비히 폰 몰트케로부터 자신을 구별하는 데 대(大)몰트케(독일어: Moltke der Ältere)로 가끔 언급된다.

## 어린 시절
덴마크 육군에서 중장으로 복무한 필리프 빅토르 폰 몰트케 (1768년 ~ 1845년)의 아들로 메클렌부르크슈베린 대공국의 파르힘에서 태어났다. 그의 부친은 1805년 홀슈타인에 정착하였으나 동시에 자신의 시골 저택의 화재와 제4차 대프랑스 동맹이 있는 동안 프랑스군에 의하여 자신의 부인과 자식들이 있던 뤼베크의 도시 저택의 약탈에 의하여 가난하게 되었다. 그러므로 어린 헬무트는 어려운 환경들 아래 자라왔다. 9세의 나이에 그는 홀슈타인에 있는 호헨펠데에 기숙생으로 보내졌고, 11세의 나이에 코펜하겐에 있는 사관 학교에 보내져 덴마크 육군과 법원을 위하여 운명지었다. 1818년 그는 덴마크 국왕의 수행원과 덴마크 보병 연대의 소위가 되었다. 하지만, 덴마크군의 대우가 별로 안 좋다고 생각하여 몰트케는 프로이센군에 입대하기로 결심하였다.

## 어린 사관 시절
1년 동안 몰트케는 프랑크푸르트 안 데어 오더에서 사관 학교의 의무를 가지고, 그러고나서 3년 동안 슐레지엔과 포젠에서 군사 조사에 고용되었다. 1832년 그는 베를린에 있는 참모부에 복무를 위하여 대외 근무를 명하게 되어 1833년 중위로 진급에 옮겨졌다. 그는 이 당시에 자신의 상관들에 의하여 찬란한 장교로서 여겨졌으며, 그들 중에 당시 중장이며, 후에 국왕과 황제가 된 빌헬름 왕자가 있었다.
몰트케는 법원과 베를린의 최고 사회에서 잘 받아졌다. 그는 문학, 역사 연구, 여행 등에 관심이 있었다. 1827년에 중편 소설 〈2명의 친구들〉을, 1831년에 에세이 〈필리프 2세 아래 그들의 갈라짐으로부터 빌럼 1세 아래 그들의 재결합으로 그들의 상호 관계에서 네덜란드와 벨기에〉를 썼다. 이듬해인 1832년에 폴란드의 생활과 특성의 개인적 주목과 독서에 기초를 둔 연구서인 〈폴란드의 국내 사정들과 사회적 상태들의 평가〉를 지었다. 1832년 그는 에드워드 기번의 〈로마 제국의 쇠퇴와 함락의 역사〉를 독일어로 번역하여 75개의 평점을 받았고, 그의 목적은 말을 사는 데 돈을 버는 것으로 지냈다. 18개월 동안 그는 12권 중 9권을 끝냈으나 출판업자는 책을 생산하는 데 실패하고, 몰트케는 전혀 25개 이상의 평점을 받지 않았다.

## 오스만 제국과 복무

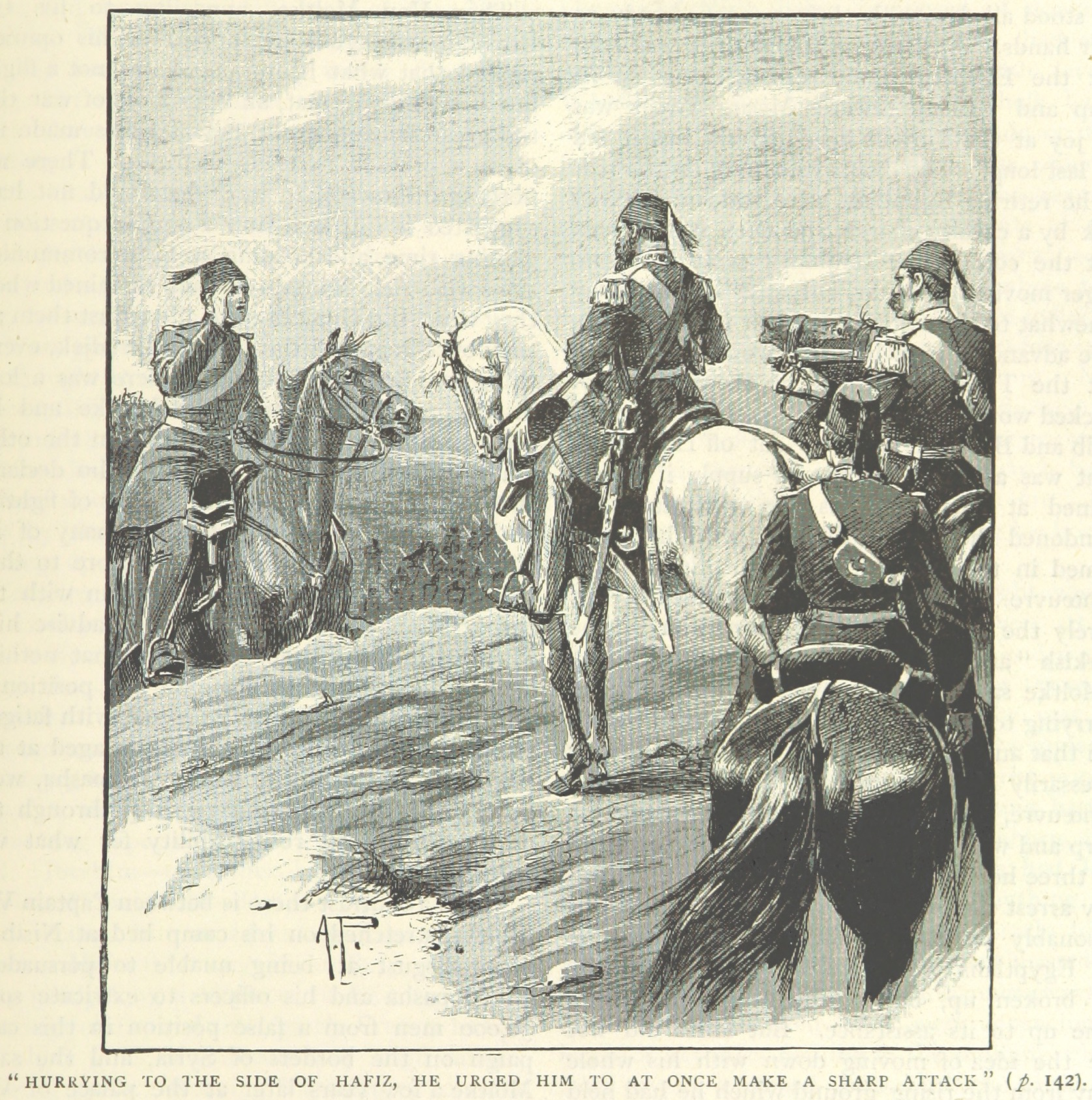
니지브 전투에서 오스만 제국의 하피즈 파샤를 조언하는 몰트케 (왼쪽)

1835년 대위로서 자신의 진급에 몰트케는 동유럽의 남부를 여행하는 데 6개월의 휴가 허가를 얻었다. 콘스탄티노폴리스에서 짧은 체류 후에 그는 오스만 제국을 근대화하는 데 술탄 마흐무드 2세에 의하여 요구되었고, 베를린으로부터 정당하게 권한을 부여받은 그는 제공을 받아들였다. 그는 콘스탄티노폴리스에서 2년간 남아있으면서 튀르키예어를 배우고, 콘스탄티노폴리스의 도시, 보스포루스 왕국과 다르다넬스 해협을 조사하였다. 그는 왈라키아, 불가리아와 루멜리아를 여행하였고, 해협의 양쪽에 다른 많은 여행들을 이루었다.
1838년 몰트케는 이집트의 무함마드 알리에 대항하는 운동을 이행하는 데 있던 아르메니아에서 군인들을 명령한 오스만 제국의 장군에게 조언자로서 보내졌다. 여름 동안 몰트케는 광대한 정찰과 실지 답사를 이루어 자신의 여행에 과정에서 몇천 마일을 탔다. 그는 유프라테스강의 급류를 항해하고, 오스만 제국의 많은 일부들을 방문하며 정밀하게 표하였다. 1839년 오스만 제국 육군은 이집트군들을 싸우는 데 남부로 이동하였으나 적의 접근에 장군은 몰트케의 조언을 듣는 데 거부하였다. 몰트케는 자신의 참모 장교 직을 사임하였고, 포병대의 임무를 차지하였다. 1839년 6월 24일 니지브 전투에서 오스만 제국 육군은 꺾이고 말았다. 중대한 어려움과 함께 몰트케는 흑해로 돌아가는 자신의 길을 이루어 그곳에서부터 콘스탄티노폴리스로 갔다. 그의 보호자 술탄 마흐무드 2세가 사망하여 그는 12월 건강이 꺾이면서 도착한 베를린으로 돌아왔다.
돌아온 한번 몰트케는 자신이 〈1835년부터 1839년까지 세월에 튀르키예에서 상태와 사건들에 편지들〉로 자신이 쓴 어떤 편지들을 펴냈다. 이 책은 당시 잘 받아졌다. 다음해 초순에 그는 자신의 누이의 의붓딸이자 어린 잉글랜드 여성 메리 버트와 결혼하였다. 자식들이 없어도 그 일은 행복한 결합이었다.
1840년 몰트케는 육군 제4단의 참모로 임명되어 베를린에서 배치되었고, 자신의 콘스탄티노폴리스, 그리고 다른 독일인 여행자들과 공동으로 소아시아의 새로운 지도를 발간하여 그 나라의 지리에 회고록을 펴냈다. 그는 철도들에 의하여 매혹되었으며, 함부르크 - 베를린간 철도의 첫 이사들 중의 하나였다.
1845년 몰트케는 〈1828년 ~ 29년 유럽에서 러시아 - 터키 작전 행동〉을 펴냈으며, 이 책도 또한 군사계에서 잘 받아졌다. 또한 그해 그는 〈영원한 도시〉의 또다른 지도 (1852년 발간)를 창조하는 데 자신을 허용한 로마에서 프로이센의 하인리히 왕자에 개인적 보조로 지냈다. 1848년 베를린에서 참모로 잠시 돌아온 후 그는 당시 마그데부르크에 본부를 둔 육군 제4단의 참모 총장이 되어 자신이 중령과 대령으로 올라간 세월 동안 7년간 남아있었다.
1855년 몰트케는 프리드리히 왕자 (후에 프리드리히 3세)에 개인적 측근을 지냈다. 그는 러시아의 알렉산드르 1세의 대관식을 위하여 상트페테르부르크와 파리로는 물론, 잉글랜드로 왕자를 동행하였다.

## 독일의 대장군참모 총장
1857년 몰트케는 프로이센 군사 참모의 총장 직위가 주어져 다음 30년 동안 보유하였다. 자신이 직위를 얻은 곧 그는 프로이센 육군의 전략과 전술적 방법들로 변화들, 군사력에서 변화들과 수송 기관의 의미들, 참모 장교들의 훈련에서 변화들과 육군의 동원을 위한 방법으로 변화들을 만드는 일을 하러 갔다. 그는 또한 필요성이 될 것같은 운동들을 위한 계획들과 함께 연결에서 유럽 정치의 형식적 수학을 강의하기도 하였다.
1859년 이탈리아에서 일어난 오스트리아 - 사르데냐 전쟁은 프로이센 육군이 거기에 싸우지 않았어도 그들의 동원을 일으켰다. 동원 후에 육군은 재결성되었고, 그 힘은 거의 2배였다. 재결성은 몰트케가 아닌 빌헬름 왕자와 전쟁 장관 알브레히트 폰 론 백작의 일이었다. 몰트케는 이탈리아의 운동을 가까이 보았고, 그 역사 (1862년 발간)를 썼다. 이 역사는 프로이센 참모들의 역사적 사단으로 표제지에 귀착시켰다.
1862년 12월 몰트케는 덴마크와 불화의 군사적 관점에 놓인 의견을 위하여 의문되었다. 그는 덴마크인들이 바다의 명령을 가지면서 만약 덴마크 육군이 섬들로 가능한 퇴직을 한다면 어려움이 전쟁을 종말로 가져올 것이며, 공격되지 못 할 것이라고 가르쳤다. 그는 슐레스비히의 전선에서 그 위치에 공격이 있기 전에 덴마크 육군의 측면 회전을 위한 계획을 세웠다. 그는 그 후퇴가 끊겨질 것인 이 의미들에 의한 것이라고 제안하였다.

## 제2차 슐레스비히 전쟁
1864년 2월 제2차 슐레스비히 전쟁이 시작될 때 몰트케는 프로이센군과 함께 보내지지 않았으나 베를린에 남겨졌다. 그의 전쟁 계획은 잘못 관리되었고, 덴마크 육군은 각각 해협을 건너 섬으로 후퇴 명령을 내린 뒤브뵐과 프레데리시아로 탈출하였다. 뒤브뵐과 프레데레시아는 포위되었는 데 뒤브뵐은 폭풍에 의하여 차지되었고, 프레데리시아는 갑작스런 습격 없이 덴마크군들에 의하여 버림 받았으나 전쟁은 종말의 신호들을 보이지 않았다. 덴마크 육군은 알스섬과 퓐섬에서 안전하였다.
4월 30일 몰트케는 연합군들을 위한 참모 총장이 되는 데 보내졌다. 2달간 휴전 후, 독일 육군은 6월 29일 덴마크군을 공격하였다. 덴마크군은 알스섬을 철수하였고, 그 짧은 후에 독일의 평화 교섭들로 동의하였다. 장면에 몰트케의 출연은 전쟁을 변형시켰고, 국왕과 그의 영향력은 확고한 기초를 얻었다. 따라서 오스트리아와 불화가 1866년 정상에 올 때 몰트케의 계획들은 체택되고 실행되었다.

## 프로이센-오스트리아 전쟁

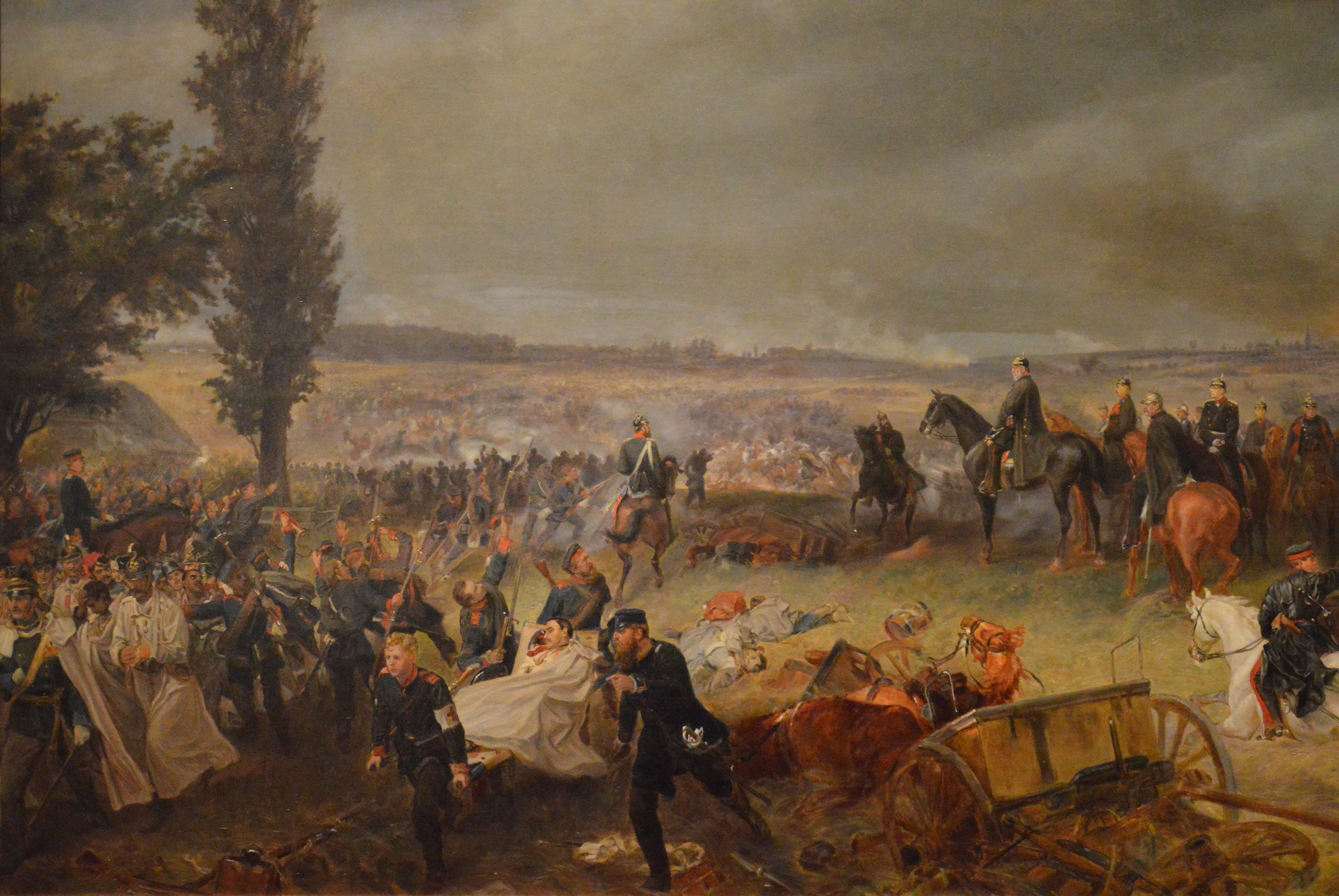
쾨니히그레츠 전투를 보고 있는 빌헬름 1세 (흑마에 타고 있는 이), 비스마르크와 몰트케 장군

전쟁을 위한 전략에서 주요 요점들이 따라진 대로였다. 처음에 몰트케는 노력의 집중을 논증하였다. 거기에는 프로이센군과 오스트리아-작센군을 반대하는 270,000명의 2개의 적군 단체들과 어떤 120,000명의 강한 그들의 북부와 남부 독일 연합군이 있었다. 프로이센군은 어떤 60,000명에 의하여 더 작았으나 몰트케는 결정적인 점에서 상급으로 결심되었다. 오스트리아에 대항하는 육군은 278,000명으로 오스트리아의 독일 연합군을 상대로 방어하는 데 남게 된 겨우 48,000명의 남성들을 놓아두었다. 에두아르트 포겔 폰 팔켄슈타인 장군 아래 그 48,000명의 부하들은 2주보다 적은 기간에 하노버 육군을 사로잡는 데 용케 해냈고, 그러고나서 남부 독일군을 공격하고 몰아냈다.
오스트리아와 작센의 육군과 교섭에서 어려움은 처음에 프로이센 육군을 준비시키는 것이었다. 이 일은 국왕이 오스트리아군의 이후까지 동원하려고 하지 않으려고 하면서 쉽지 않았다. 몰트케의 철도 상식은 그에게 시간을 아끼는 도움을 주었다. 철도의 5개 선로들은 다양한 프로이센의 주들로부터 남부 전선에 점들의 일련으로 지도하였다. 한번에 이 철도들을 소비하면서 몰트케는 그의 육군 사단들 전부를 그들의 평화 지역으로부터 전선으로 동시에 이동시켰다.
작센으로 들어가 행렬 후에 작센 육군은 보헤미아로 후퇴하였다. 몰트케는 2개의 프로이센 육군 사단을 대략 100 마일 떨어지게 하였다. 문제는 웰링턴과 블뤼허 사이에 프랑스군처럼, 그들 사이에 오스트리아군을 잡는 데 어떻게 그들을 함께 데려오냐였다. 그는 기친을 향하여 전진하는 데 그들의 각각을 지도하면서 자신 소유의 2개의 육군 사단을 함께 데려오기로 결심하였다. 그는 왕세자의 행렬이 아마 그를 오스트리아 육군의 일부와 함께 그를 충돌로 데려올 것이고 예견하였으나 왕세자는 100,000명의 부하를 가졌고, 그 일은 오스트리아군들이 더욱 강한 무력을 가질 수 있던 것같이 아니었다.
루트비히 폰 베네데크 아래 오스트리아군들은 몰트케가 기대한 것보다 더욱 빠르게 행렬하였으며, 4개 혹은 5개의 군단과 함께 왕세자를 반대하였을 것이나 베네데크의 주의는 프리드리히 왕자에 중심을 두었고, 공동적 명령 아래 아닌 그의 4개 군단은 세부에 걸쳐 꺾였다. 7월 1일 베네데크는 쾨니히그레츠의 전선에서 방어적 지위에서 자신의 동요된 군인들을 소집하였다. 몰트케의 2개의 육군 사단은 이제 하나의 또 한 사람과 적의 행렬 안에 있었다. 7월 3일 그들은 작전으로 이끌어져 처음에 오스트리아의 전선을, 2번째에 오스트리아의 우익 측면을 상대로였다. 오스트리아 육군은 완전히 패하였고, 캠페인과 전쟁은 승리하였다.
몰트케는 쾨니히그레츠 전투와 별로 만족하지 않았다. 그는 쾨니히그레츠 위로 엘베강의 육군이 프로이센 육군을 가져와 오스트리아의 후퇴를 막으려고 노력하였으나 그 장군은 때마침 거기에 도달하는 데 실패하였다. 그는 또한 너무 강하게 그 공격을 밀어나가는 것으로부터 프로이센의 제1육군을 방지하는 데 노력하기도 하였으며, 왕세자의 육군에 의하여 오스트리아군의 후퇴가 중단되어야 할 때까지 그들의 지위에서 오스트리아군들을 지키는 그 방향에 희망을 두었으나 그 일은 일어나지 않았다.
협상들이 있는 동안 오토 폰 비스마르크는 작센 왕국과 사실상 차지된 그 범위를 넘어서 다른 영토를 병합하는 국왕의 소원을 반대하여 그는 프랑스의 활동적 간섭을 근심하였다. 하지만 홀트케는 만약 프랑스가 간섭한다면 프랑스와 오스트리아 둘다를 꺾는 자신을 가졌으나 그 둘을 상대로 전쟁을 위한 필요성의 경우에서 자신의 계획들을 비스마르크에게 복종시켰다.
평화가 온 후에 프로이센 정부는 몰트케가 슐레지엔에서 슈바이트니츠 (현재의 슈비드니차) 근처에 있는 크라이자우의 사유지를 사면서 그를 30,000개의 평점의 총계를 투표하였다.
1867년 〈독일에서 1866년의 캠페인〉이 발간되었다. 이 역사는 몰트케의 개인적 지휘 아래 제시되어 당시 아주 정확하게 여겨졌다. 1868년 12월 24일 몰트케의 부인이 베를린에서 사망하였다. 그녀의 유해는 크라이자우에 있는 공원에서 대영묘로서 몰트케에 의하여 세워진 작은 예배당에 안장되었다.

## 프로이센-프랑스 전쟁

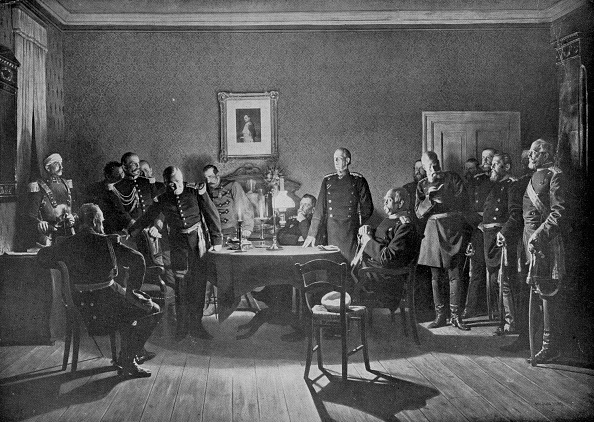
프랑스의 스당 항복 후 (1870년 9월 2일)

몰트케는 1871년 프로이센이 이끄는 독일 제국의 창조를 위하여 길을 닦은 보불 전쟁에서 다시 프로이센 육군을 계획세우고 지도하였다. 이런 전쟁의 국면들은 1857년 이래 거의 지속적으로 몰트케의 주의를 영유하였으며 그의 사후에 발간된 문서들은 많은 시간에 그가 이런 캠페인을 위하여 전쟁과 프로이센 혹은 독일군들의 최고 협정을 숙고한 것을 보여준다. 협정철도에 의하여 육군의 교통을 위한 협정들은 프로이센의 철도 시스템의 향상에 의하여는 물론, 정치적 상태들과 육군의 증대에 의하여 가져온 그의 계획에서 변화들을 어울리게 하는 명령에서 해마다 교정되었다.
1866년의 성공은 몰트케의 직위를 강화하여 1870년 7월 5일 프로이센과 남부 독일의 군대들의 동원을 위한 명령이 발포되었고, 그의 계획들은 논쟁없이 체택되었다. 5일 후에 그는 전쟁이 끝날 때까지 육군의 대장군참모로 임명되었다. 이 일은 몰트케에게 왕실의 지위권들에 동등했던 명령들을 방포하는 데 권리를 주었다.
몰트케의 계획은 마인츠 남부의 전체 육군을 집합시키는 것이었으며 이 일은 단 하나의 육군이 전체 전선의 방어를 안전하게 할 수 있던 하나의 관구로 지내왔다. 만약 프랑스군이 벨기에와 룩셈부르크의 중립을 경시하고, 쾰른을 향하여 전진한다면 독일 육군은 자신들의 측면에서 충돌할 수 있었을 것이다. 동시에 쾰른, 코블렌츠와 베젤의 요새 도시들과 라인강 자신은 그들의 행로에서 심각한 지장이 될 것이었다. 만약 프랑스군이 남부 독일을 침입하는 데 시도한다면 라인강을 위로 독일군에 의한 전진이 그들의 전달들을 위협할 것이었다. 몰트케는 프랑스군이 메츠 근처와 스트라스부르 근처의 더욱 작은 일부에서 그들의 육군의 거대한 부분을 모으는 데 그들의 철도들의 방향에 의하여 강요될 것을 기대하였다.
독일군들은 3개의 육군들 - 처음으로 카를 프리드리히 폰 슈타인메츠 아래 트리어 밑에 모젤강에서, 둘째로 홈부르크 주위에 프리드리히 카를 왕자 아래 130,000명의 부하들, 그리고 셋째로 란다우에서 프리드리히 왕세자 아래 130,000명의 부하들로 무리를 지었다. 오스트리아-헝가리 제국이 프랑스와 공동적인 원인을 만들 경우에서 이 육군 사단들은 독일 북동부에 보유되었다.
몰트케의 계획은 전진하는 동안 3개의 육군들이 오른쪽 회전을 이루어 첫 오른쪽에서 첫 육군이 메츠의 반대로 모젤강의 둑에 도달하고, 둘째와 셋째 육군들이 앞으로 밀어나가 스트라스부르 근처에서 셋째 육군이 프랑스군을 꺾고, 둘째 육군이 퐁타무송 근처에 모젤강을 공격하는 것이었다. 만약 프랑스군이 둘째 육군의 앞에서 찾아진다면 그들이 둘째 육군, 그리고 측면에서 첫째 혹은 셋째 (혹은 둘다)에 의하여 공격을 당할 것이었다. 만약 그들이 자르부르크에서 뤼네빌까지의 경계선 혹은 그 북쪽에 찾아진다면 합동에서 둘째와 셋째 육군들에 의하여 2개의 편들로부터 공격을 당할 수 있다는 것이었다. 거대한 오른쪽 회전의 목적은 북쪽으로 몰아내고 파리와 전달들을 중단하는 이런 방향에서 주요한 프랑스 육군을 공격하는 것이었다. 메츠의 요새는 제어되어야 할 것만이었으며, 주요 독일군들은 최고의 프랑스 육군을 꺾은 후 그러고나서 파리를 상대로 행렬하는 것이었다.
이 계획은 그 폭이 넓은 약도에서 실행되었다. 뵈르트 전투는 조숙하게 일으켜져 그 결과 작정이었던 파트리스 드 마크마옹의 육군을 사로잡는 것이 아니었으나 그 패배와 샬롱 만큼 멀리 성급한 후퇴 만으로였다. 스피셰렝 전투는 자신이 트케가 전선에서 둘째 육군과 함께 공격할 수 있던 사르에 프랑수아 아시유 바젠느의 육군을 간직하기를 희망한 몰트케에 의하여 작정된 것이 아니었다. 그러나 이 기대되지 않은 승리들은 퐁투무송으로 자신이 작정한 전진을 실행한 몰트케를 혼란시키지 않았고, 첫째와 둘째 육군들과 함께 모젤강을 건너 그러고나서 북쪽을 향하여 그라블로트 전투에의 효과가 바젠느 장군을 메츠의 요새로 몰아내 파리로부터 그를 가로막는 것이었다.
다른 전략가들이 전략의 승리가 얻어져 와서 용병상의 승리가 필요없다고 생각했을 때 8월 18일 그라블로트 전투에서 공격으로 그의 결심보다 더욱 명확한 빛에서 아무것도 몰트케의 목적의 통찰력과 저항력을 보이지 않는다. 그는 헛된 거대한 패배가 있던 그라블로트의 마지막 공격으로 비난을 받았으나 그 일은 이제 이 공격은 국왕에 의하여 명령을 받은 것으로 알려졌고, 몰트케는 그 것을 방지하는 데 자신의 영향력을 쓰지 않은 것에 자신을 비난하였다.
몰트케가 메츠에서 바젠느 장군을 조사하는 데 하나의 육군을 떠나고, 파리를 향하여 행렬하는 데 2개의 다른 육군과 함께 출발한 전투에 이어 밤 동안에 더욱 남쪽으로 향하는 것이 지도되어 마크마옹의 육군이 남쪽으로부터 보내질 주요 타격에 찾아지고, 마크마옹은 북쪽으로 몰아갔다. 8월 25일 그 것은 마크마옹이 바젠느의 구제를 위하여 북동부로 이동하고 있었다는 것으로 찾아졌다. 몰트케가 자신의 정보의 정확성에 만족한 순간에 그는 서쪽 대신 북쪽을 향하는 데 독일 종대들에게 명령을 내렸다. 마크마옹의 우익은 뫼즈강을 건너는 데 시도하는 동안 보몽에서 공격을 당하였으며, 그의 전진은 필요적으로 포기되었고, 어려움과 함께 한 그의 육군은 스당에서 수집되었다.
스당 전투에서 2개의 독일 육군들은 9월 1일 공격을 당하여 항복하는 데 강요된 프랑스 육군을 둘러쌌다. 몰트케는 그러고나서 또한 독일군에 의하여 둘러싸여진 파리에 전진을 다시 시작하였다.
이때부터 몰트케의 전략은 군사력의 현명한 절약, 자신의 양도에 의미들과 함께 실습적이었던 것보다 시도하는 데 전혀 충분히 지혜롭지 않은 것으로 주목할 만하였다. 메츠와 파리의 항복은 당시 겨우 의문점이었고, 포위 공격들을 유지하는 동안 문제는 파리 포획을 올리는 목적을 위하여 소집된 새로운 프랑스 육군들의 공격들을 물리칠 수 있었다. 메츠 포획은 10월 27일 그 항복과 함께 끝났다.
1871년 1월 28일 휴전은 수비대가 사실상 포로가 된 파리에서 체결되었고, 전쟁은 끝났다.

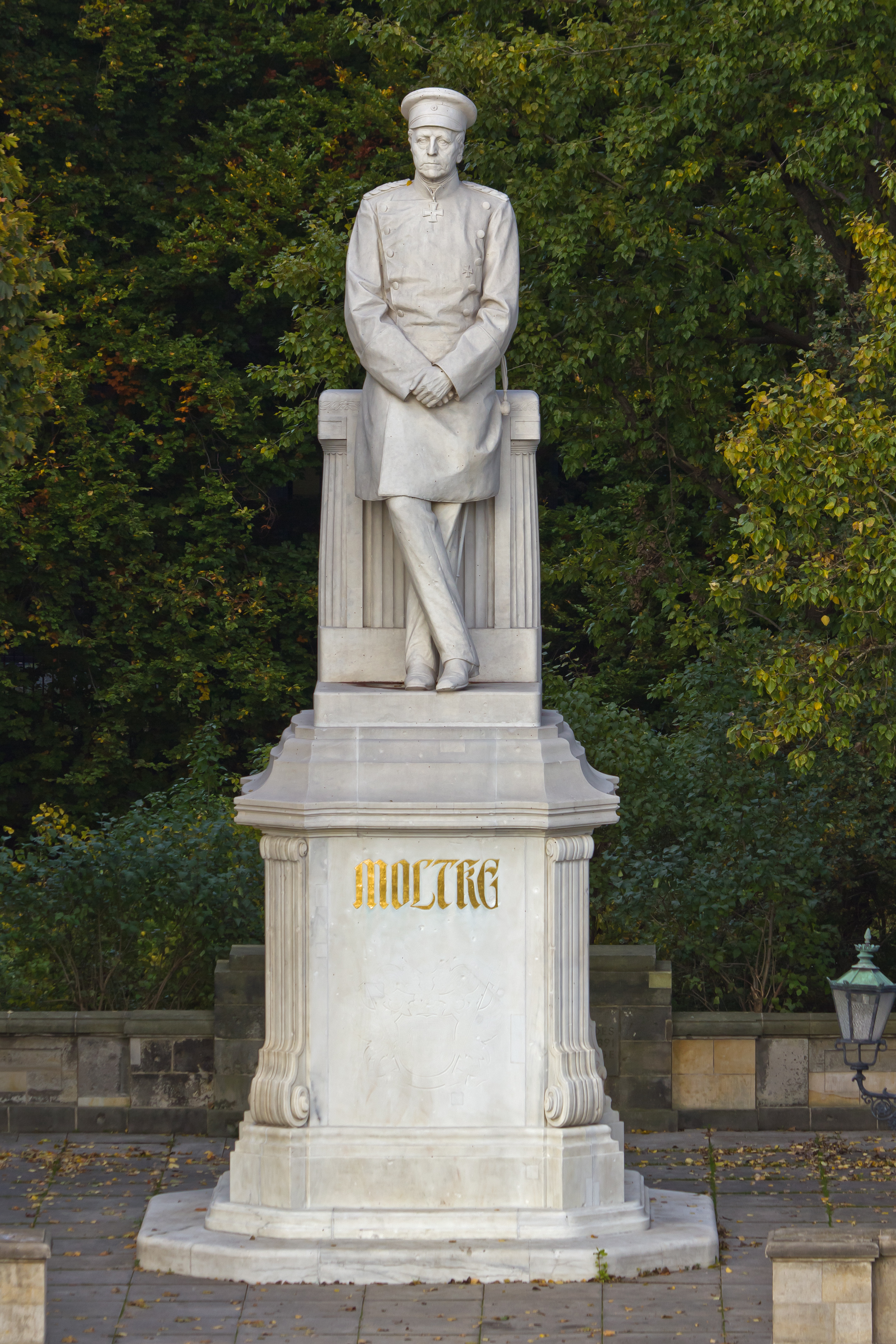
베를린 티어가르텐에 있는 대 몰트케의 동상

## 최종의 세월
1870년 10월 몰트케는 자신의 복무들로 상으로서 백작으로 만들어졌다. 1871년 6월 그는 더욱 나가서 육군 원수의 계급으로 승진과 큰 재정상 부여에 의하여 상을 받기도 하였다. 그는 1867년 ~ 71년까지 북독일 연방의 국회에서 근무하였고, 1871년 ~ 91년까지 당시 독일의 국회 제국의회의 의원이었다. "새롭게 태어난 독일 조국의 통일의 공훈"으로 그는 함부르크의 명예 시민으로 임명되었다.
보불 전쟁 후, 몰트케는 그 역사의 준비를 감독하여 1874년과 1881년 사이에 참모에 의하여 발간되었다.
1888년 몰트케는 대장군참모로서 퇴직을 하고, 알프레트 폰 발더제가 그 뒤를 이었다. 그의 조카 헬무트 요한 루트비히 폰 몰트케는 1906년 ~ 14년까지 참모였다.
몰트케는 8월 9일 활동적 복무로부터 퇴직하여 1891년 4월 24일 베를린에서 사망하였다.
| 전임 카를 폰 라이허 | 제11대 프로이센 왕국 장군참모장 1857년 10월 7일 ~ 1871년 1월 18일 | 후임 폐지 |

| 전임 신설 | 제1대 독일 제국 장군참모장 1871년 1월 18일 ~ 1888년 8월 10일 | 후임 알프레트 폰 발더제 |